# Mercè Anguera i Cañellas
Mercè Anguera i Cañellas (Barcelona, 1961) és una escriptora catalana de literatura infantil i juvenil en llengua catalana. Mestra de formació, exerceix a Corbera de Llobregat, on viu. Ha publicat diverses obres infantils i juvenils, d'entre les quals destaca la col·lecció Antibarbis. Alguns dels seus escrits han estat traduïts al castellà i a l'eusquera.
Entre d'altres, ha guanyat el Premi Josep Maria Folch i Torres l'any 2004 per La història d'en Robert, el Premi Joaquim Ruyra l'any 2011 per La princesa invisible i el premi Atrapallibres per Antibarbis. Quatre Gats l'any 2009.

## Obra publicada[5]
- 2002: Sóc molt Maria, premi Hospital Sant Joan de Déu Barcelona 2002
- 2003: Bernat el gat. L'excursió
- 2003: Bernat el gat. Fem la maleta
- 2005: La història d'en Robert, premi Josep Maria Folch i Torres 2004
- 2007: Caga, tió!, premi Comte Kurt 2002
- 2009: Antibarbis. Quatre gats, premi Joaquim Ruyra 2011
- 2012: La princesa invisible, premi Atrapallibres 2009
- 2012: Petita història del pessebre vivent de Corbera de Llobregat
- 2017: Antibarbis. Punts suspensius